# خیدیستاوی
خیدیستاوی (به لاتین: Khidistavi) یک منطقهٔ مسکونی در گرجستان است که در گوریا واقع شده‌است. خیدیستاوی ۳۰۳ نفر جمعیت دارد و ۳۶۱ متر بالاتر از سطح دریا واقع شده‌است.